# Дидактизм
Дидактизм - це філософія, яка наголошує на повчальних та інформаційних якостях літератури та інших видів мистецтва.

## Опис
Термін походить від давньогрецького слова διδακτικός (didaktikos), що означає "пов'язаний з освітою та навчанням", і означав навчання у захоплюючий та інтригуючий спосіб.
Дидактичне мистецтво було створене, щоб розважати та навчати. Дидактичні п'єси, наприклад, мали на меті донести до аудиторії моральну тему або іншу глибоку істину. У Середньовіччі римо-католицькі піснеспіви, такі як "Veni Creator Spiritus", а також євхаристійні гімни, такі як "Adoro te devote" і "Pange lingua", використовувалися для закріплення в молитвах істин римо-католицької віри, щоб зберегти їх і передати з покоління в покоління. В епоху Відродження церква започаткувала синкретизм між язичницьким і християнським дидактичним мистецтвом, синкретизм, який відображав її домінуючу тимчасову владу і нагадував суперечки між язичницькою і християнською аристократією в четвертому столітті. Прикладом дидактичного письма є "Есе про критику" Александра Поупа (1711), що містить низку порад про критиків і критику. Прикладом дидактизму в музиці є пісня Ut queant laxis, яку використовував Гвідо з Ареццо для навчання сольфеджіо складів.
Приблизно в 19 столітті термін "дидактичний" почали також використовувати для критики творів, які видаються переобтяженими повчальною, фактологічною чи іншою освітньою інформацією на шкоду задоволенню читача (значення, яке було цілком чужим для грецької думки). Едґар Аллан По назвав дидактизм найгіршою з "єресей" у своєму есе "Поетичний принцип".